# Прискорювальна зброя
Прискорювальна зброя - зброя, в якій передача енергії вражаючим елементам забезпечується прискорювачем того або іншого типу. Прикладом такої зброї може служити електромагнітна катапульта.
У вужчому сенсі прискорювальна зброя - конструктивно виконана на основі прискорювача (як правило лінійного) елементарних часток. У такій зброї прискорювач розгонить пучок елементарних часток або плазми, що згодом вистрілюються по цілі.
Принадність такого виду зброї полягає в тому, що вона може бути використана як в атмосфері, так і поза нею, тобто у космічному просторі.

## Ресурси Інтернету
- Загальна характеристика зброї на нових фізичних принципах
- Прискорювальна (пучкова) зброя, Інформаційний сайт про радіаційний, хімічний, біологічний захист.
- Neutral Particle Beam (NPB) , Federation of American Scientists, 2005.